# Neumi Neumann
Hans-Joachim „Neumi“ Neumann (* 15. Juni 1952 in Ost-Berlin) ist ein deutscher Musiker.

## Leben
Neumann besuchte von 1971 bis 1974 die Musikschule Friedrichshain und erhielt dort seinen Berufsausweis. Er war von 1972 bis 1973 Mitglied der College Formation und 1975 Gründungsmitglied von Karat. Nach seinem Wehrdienst 1977 bei der NVA gründete er 1979 die Band Neumis Rock Circus.
1983 verließ Neumann die DDR, was auch das Ende von Neumis Rock Circus bedeutete. 1986 zog er nach West-Berlin.
1990 gründete er gemeinsam mit Norbert Endlich, ehemals H&N, die Neuend-Musikproduktion. Anlässlich des 200. Todestages von Mozart riefen sie das Popklassik-Projekt „Amadeus und die Mozartkugeln“ (später nur noch „Amadeus“) ins Leben. Neumann übernahm den Gesangspart und schlüpfte bei Auftritten in die Rolle Mozarts. Veröffentlicht wurden unter anderem die Single Königin der Nacht (eine Anspielung auf die gleichnamige Figur in Mozarts Oper Die Zauberflöte) und das Album Amadeus.
Es folgten Alben unter anderem für Judy Weiss, Ines Adler, Lucca, Big Joe, Inka Bause, Junia, David Hasselhoff und Marshall & Alexander, für die Neumann und Endlich als Autoren und Produzenten verantwortlich zeichneten.
Von Neuend stammen Filmmusiken für den Spielfilm Engelchen und für den für SAT.1 produzierten Achtteiler Die Unbestechliche von Dieter Wedel. Weiterhin wurden Titel für die Flippers, Roland Kaiser und andere Schlager-Interpreten produziert. 2009 wurde Neuend aufgelöst, Neumann zog sich in der Folge weitgehend aus dem Musikgeschäft zurück.